# Travis Mutyaba
Travis Mutyaba (Nansana, 7 agosto 2005) è un calciatore ugandese, attaccante dello Sfaxien e della nazionale ugandese.

## Carriera

### Club
Ha iniziato la sua carriera nel settore giovanile del Vipers per poi passare nel 2021 al Villa con cui ha firmato un contratto triennale. Nel gennaio del 2024 è passato in prestito per sei mesi allo Zamalek, dove ha giocato 11 incontri fra campionato e Confederations Cup prima di fare ritorno in Uganda.
Nell'estate del 2024 ha firmato un contratto con il Bordeaux, militante nella quarta divisione francese.

### Nazionale
Ha debuttato con la nazionale ugandese il 9 dicembre 2021 nell'amichevole vinta 2-0 contro la Tanzania. Ha segnato il suo primo gol il 28 agosto dell'anno successivo nell'incontro di qualificazione per il Campionato delle nazioni africane 2022 vinto 2-0 sempre contro la Tanzania.

## Statistiche

### Cronologia presenze e reti in nazionale
| Cronologia completa delle presenze e delle reti in nazionale ― Uganda | Cronologia completa delle presenze e delle reti in nazionale ― Uganda | Cronologia completa delle presenze e delle reti in nazionale ― Uganda | Cronologia completa delle presenze e delle reti in nazionale ― Uganda | Cronologia completa delle presenze e delle reti in nazionale ― Uganda | Cronologia completa delle presenze e delle reti in nazionale ― Uganda | Cronologia completa delle presenze e delle reti in nazionale ― Uganda | Cronologia completa delle presenze e delle reti in nazionale ― Uganda |
| Data                                                                  | Città                                                                 | In casa                                                               | Risultato                                                             | Ospiti                                                                | Competizione                                                          | Reti                                                                  | Note                                                                  |
| --------------------------------------------------------------------- | --------------------------------------------------------------------- | --------------------------------------------------------------------- | --------------------------------------------------------------------- | --------------------------------------------------------------------- | --------------------------------------------------------------------- | --------------------------------------------------------------------- | --------------------------------------------------------------------- |
| 9-12-2021                                                             | Dar es Salaam                                                         | Tanzania                                                              | 0 – 2                                                                 | Uganda                                                                | Amichevole                                                            | -                                                                     | 60’                                                                   |
| 12-1-2022                                                             | Antalya                                                               | Islanda                                                               | 1 – 1                                                                 | Uganda                                                                | Amichevole                                                            | -                                                                     | 80’                                                                   |
| 18-1-2022                                                             | Antalya                                                               | Moldavia                                                              | 2 – 3                                                                 | Uganda                                                                | Amichevole                                                            | -                                                                     | 46’                                                                   |
| 28-8-2022                                                             | Dar es Salaam                                                         | Tanzania                                                              | 0 – 1                                                                 | Uganda                                                                | Qual. CHAN 2022                                                       | 1                                                                     | 69’                                                                   |
| 3-9-2022                                                              | Kampala                                                               | Uganda                                                                | 3 – 0                                                                 | Tanzania                                                              | Qual. CHAN 2022                                                       | -                                                                     | 80’                                                                   |
| 14-1-2023                                                             | Annaba                                                                | RD del Congo                                                          | 0 – 0                                                                 | Uganda                                                                | CHAN 2022 – 1º turno                                                  | -                                                                     | 89’                                                                   |
| 18-1-2023                                                             | Annaba                                                                | Senegal                                                               | 0 – 1                                                                 | Uganda                                                                | CHAN 2022 – 1º turno                                                  | -                                                                     | 77’                                                                   |
| 22-1-2023                                                             | Algeri                                                                | Uganda                                                                | 1 – 3                                                                 | Costa d'Avorio                                                        | CHAN 2022 – 1º turno                                                  | -                                                                     | 46’                                                                   |
| 28-3-2023                                                             | Dar es Salaam                                                         | Tanzania                                                              | 0 – 1                                                                 | Uganda                                                                | Qual. Coppa d'Africa 2023                                             | -                                                                     | 76’                                                                   |
| 14-6-2023                                                             | Douala                                                                | RD del Congo                                                          | 1 – 0                                                                 | Uganda                                                                | Amichevole                                                            | -                                                                     | 66’                                                                   |
| 18-6-2023                                                             | Douala                                                                | Uganda                                                                | 1 – 2                                                                 | Algeria                                                               | Qual. Coppa d'Africa 2023                                             | -                                                                     | 67’                                                                   |
| 17-11-2023                                                            | Berkane                                                               | Guinea                                                                | 2 – 1                                                                 | Uganda                                                                | Qual. Mondiali 2026                                                   | -                                                                     | 87’                                                                   |
| 21-11-2023                                                            | Berkane                                                               | Somalia                                                               | 0 – 1                                                                 | Uganda                                                                | Qual. Mondiali 2026                                                   | -                                                                     |                                                                       |
| 22-3-2024                                                             | Marrakech                                                             | Comore                                                                | 4 – 0                                                                 | Uganda                                                                | Amichevole                                                            | -                                                                     | 79’                                                                   |
| 26-3-2024                                                             | Marrakech                                                             | Uganda                                                                | 2 – 2                                                                 | Ghana                                                                 | Amichevole                                                            | -                                                                     | 46’                                                                   |
| 7-6-2024                                                              | Kampala                                                               | Uganda                                                                | 1 – 0                                                                 | Botswana                                                              | Qual. Mondiali 2026                                                   | -                                                                     | 85’                                                                   |
| 10-6-2024                                                             | Kampala                                                               | Uganda                                                                | 1 – 2                                                                 | Algeria                                                               | Qual. Mondiali 2026                                                   | 1                                                                     | 82’ 88’                                                               |
| 6-9-2024                                                              | Soweto                                                                | Sudafrica                                                             | 2 – 2                                                                 | Uganda                                                                | Qual. Coppa d'Africa 2025                                             | -                                                                     | 46’                                                                   |
| 9-9-2024                                                              | Kampala                                                               | Uganda                                                                | 2 – 0                                                                 | Rep. del Congo                                                        | Qual. Coppa d'Africa 2025                                             | -                                                                     | 74’                                                                   |
| 25-3-2025                                                             | Kampala                                                               | Uganda                                                                | 1 – 0                                                                 | Guinea                                                                | Qual. Mondiali 2026                                                   | -                                                                     | 87’                                                                   |
| Totale                                                                |                                                                       | Presenze                                                              | 20                                                                    |                                                                       | Reti                                                                  | 2                                                                     |                                                                       |